# St. Gallus (Glatt)

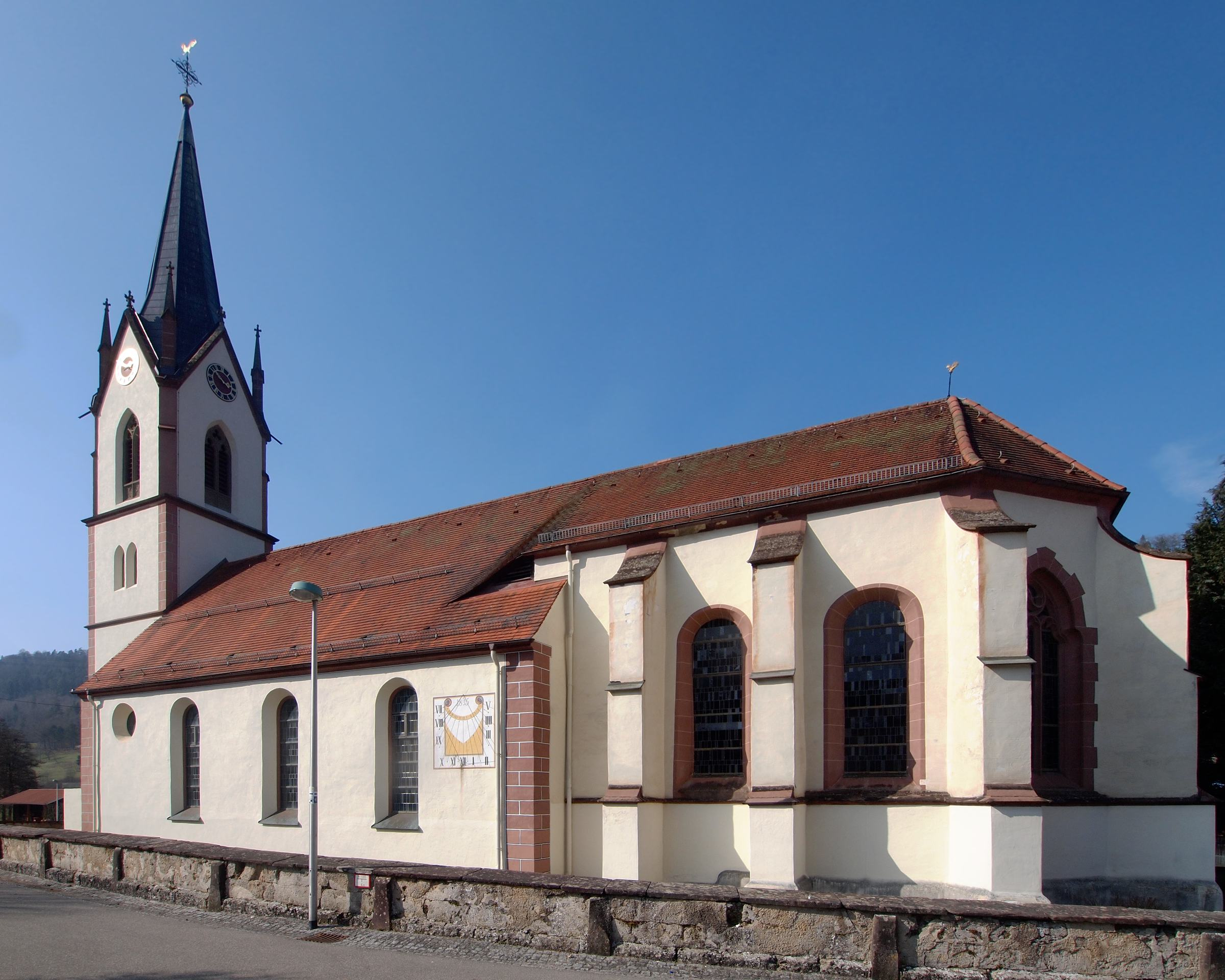
St. Gallus in Glatt

Die römisch-katholische Pfarrkirche St. Gallus steht in Glatt, einem Stadtteil von Sulz am Neckar im Landkreis Rottweil in Baden-Württemberg. Die Kirchengemeinde gehört zum Erzbistum Freiburg. Das Bauwerk ist als Denkmal beim Landesamt für Denkmalpflege Baden-Württemberg eingetragen.

## Beschreibung
Die 1498–1515 erbaute Saalkirche wurde von den Herren von Neuneck zur Unterbringung der Familiengruft gestiftet. Sie besteht aus einem Langhaus, einem eingezogenen, dreiseitig geschlossenen Chor im Osten, der von Strebepfeilern gestützt wird, der Sakristei an der Nordwand des Chors und einem viergeschossigen Fassadenturm im Westen, dessen oberstes Geschoss die Turmuhr und den Glockenstuhl beherbergt, in dem drei Glocken hängen und der mit einem spitzen Helm bedeckt ist. Sie wurde 1719 renoviert, dabei wurden die Maßwerkfenster im Langhaus durch Bogenfenster ersetzt. 
Der Innenraum des Langhauses ist mit einer Flachdecke überspannt. Zur Kirchenausstattung gehört ein Sakramentshaus von 1550, auf dem sich das Wappen des Stifters befindet. Die Orgel mit 16 Registern auf zwei Manualen und Pedal wurde 1970 als Opus 145 von Stehle Orgelbau errichtet.